# Catagramma heroica
Catagramma heroica är en fjärilsart som beskrevs av Hans Fruhstorfer 1916. Catagramma heroica ingår i släktet Catagramma och familjen praktfjärilar. Inga underarter finns listade i Catalogue of Life.